# Vittjärnen (Piteå socken, Norrbotten)
Vittjärnen är en sjö i Piteå kommun i Norrbotten och ingår i Piteälvens huvudavrinningsområde.